# Brasão de armas da Zâmbia
O brasão de armas da Zâmbia foi adotado em 24 de Outubro de 1964 quando a República da Zâmbia alcançou a sua independência. Este brasão é adaptado a partir das armas da Colônia da Rodésia do Norte, que datam de 1928. A águia representa a liberdade e a conquista da liberdade e a esperança no futuro da nação. O protetor é uma representação das Quedas de Vitória com a água em cascata ao longo do escudo nas cores branca e negra. A cor negra simboliza a população africana e a sua ligação com o rio Zambeze, do qual deriva o nome do país. O brasão também tem símbolos que representam os recursos naturais da Zâmbia, minerais e mineração, agricultura e vida selvagem, todos os recursos naturais. O escudo é apoiado por dois tenentes que representam o homem e a mulher comum da nação. O lema, escrito em inglês, "Uma só Zâmbia, uma só nação", faz referência à unidade e pacificidade das tribos, e também que apesar dos problemas nacionais,os zambianos ainda tem esperança de paz em sua nação.
O escudo também assumiu um campo no escudo do brasão da Federação da Rodésia e Niassalândia entre 1954 e 1963.